# Ultimate Custom Night
Ultimate Custom Night (a menudo abreviado como UCN) es un videojuego de terror gratuito e independiente del género «point-and-click» desarrollado y publicado por Scott Cawthon, el juego fue lanzado el 29 de junio de 2018 a través de Steam y Game Jolt, se considera que es la séptima entrega de la franquicia Five Nights at Freddy's.
Ultimate Custom Night recibió críticas extremadamente positivas por los medios de la industria, siendo elogiado por su jugabilidad, sus actuaciones de voz y su banda sonora original.

## Jugabilidad
Ultimate Custom Night es un videojuego de supervivencia y estrategia con elementos de «point-and-click»; el jugador puede elegir entre cincuenta personajes de las seis primeras entregas de la serie, así como algunos de FNaF World, y establecer su dificultad de inteligencia artificial desde un mínimo de '0' hasta un máximo de '20'. Durante la noche, el jugador debe realizar un seguimiento de varias mecánicas, como abrir o cerrar puertas, monitorear un sistema de ventilación, verificar los conductos de ventilación, entre otros, para evitar ser asesinado por los personajes animatrónicos. El jugador puede usar unas monedas conocidas como "Faz-Coins", que pueden usarse para ganar potenciadores o desviar a algunos animatrónicos, y "Death Coins", que pueden eliminar ciertos animatrónicos del juego actual.
El jugador también puede seleccionar la oficina de seguridad en la que desea jugar, elegir potenciadores que puedan ayudarlo durante la noche y seleccionar entre una serie de dieciséis desafíos disponibles. Concluyendo la noche, el jugador ganará puntos dependiendo de la cantidad de animatrónicos que enfrentó, con su nivel de dificultad correspondiente. Ganar suficientes puntos después de superar ciertas dificultades desbloqueará una serie de cinemáticas, la mayoría de las cuales tienen temáticas similares a animes. Con el lanzamiento de una actualización, se agregaron siete animatrónicos más, haciendo un total de 57 antagonistas en el juego.

## Trama
Aunque el juego parece no ser canon de la franquicia, muchos elementos del juego sugieren que en realidad forma parte de la línea temporal de la serie, teniendo lugar después de la entrega anterior. Después de que el jugador muera a manos de ciertos personajes, éstos dicen ciertas líneas que sugieren que el personaje del jugador es en realidad William Afton, que murió en un incendio al final del sexto juego y su alma está ahora atrapada en un estado similar al de un purgatorio, torturada por varios animatrónicos como consecuencia de sus acciones. Algunos de los antagonistas que hablan mencionan una entidad desconocida, a la que se refieren como "la que no deberías haber matado", que se cree que se queda con Afton para torturarlo. Se considera que la entidad es el espíritu que vive en el interior de Golden Freddy  porque, tras desbloquear cada escena de intermedio, se muestra una escena de Golden Freddy, retorciéndose y rodeado de oscuridad. Una pantalla rara también muestra la cara oscurecida de un niño pequeño y sonriente que se cree que es el "espíritu vengativo". Durante la noche, si Old Man Consequences está a dificultad "1" y todos los demás personajes están inactivos, entonces, después de pescar un pez, se mostrará una escena de FNaF World, con el Old Man Consequences hablando con un sprite de oso (posiblemente el de Golden Freddy), diciéndole que deje al "demonio" (Afton) con sus propios demonios y que el sprite de oso descanse su propia alma. Se da a entender que los espíritus de los otros niños ya han seguido adelante, pero Golden Freddy se niega a hacerlo.
Sin embargo, la serie de novelas antológicas Fazbear Frights da a entender que el juego es en realidad la pesadilla repetida de Afton, y no el infierno o el purgatorio. Esto viene del quinto libro, "Bunny Call", que tiene una historia llamada "El hombre de la habitación 1280", donde un hombre quemado es mantenido vivo por un niño sombra llamado Andrew. A pesar de que debería estar muerto y sufre pesadillas. En el libro siguiente, "Blackbird", el epílogo confirma que el hombre es en realidad William Afton. Aunque nunca se confirmó si la serie Fazbear Frights es canónica o no, Cawthon confirmó que se supone que revela misterios de los juegos anteriores.

### Personajes
| Five Nights at Freddy's                               | Five Nights at Freddy's 2 | Five Nights at Freddy's 3                                            | Five Nights at Freddy's 4 | Five Nights at Freddy's: Sister Location                                                                                                   | Freddy Fazbear's Pizzeria Simulator | FNaF World                                                                        | Cameos |
| ----------------------------------------------------- | --- | -------------------------------------------------------------------- | --- | --- | --- | --------------------------------------------------------------------------------- | --- |
| - Freddy - Bonnie - Chica - Foxy - Chico del teléfono | - Toy Freddy - Toy Bonnie - Toy Chica - Mangle - Balloon Boy - Withered Bonnie - Withered Chica - Withered Golden Freddy - JJ - Puppet - RWQFSFASXC (También conocido como "Shadow Bonnie") (Personaje Secreto) | - Springtrap - Phantom Freddy - Phantom Balloon Boy - Phantom Mangle | - Nightmare Freddy - Nightmare Bonnie - Nightmare Fredbear - Nightmare - Nightmarionne - Nightmare Mangle - Nightmare Balloon Boy - Jack-O'-Chica - Nightmare Chica (Personaje Secreto) - Plushtrap (Personaje Secreto) - Fredbear (Personaje Secreto) | - Circus Baby - Ballora - Funtime Foxy - Ennard - Minireenas (Personaje Secreto) - Bonnet (Personaje Secreto) - Lolbit (Personaje Secreto) | - Scrap Baby - William Afton (Scraptrap) - Molten Freddy - Lefty - Rockstar Freddy - Rockstar Bonnie - Rockstar Chica - Rockstar Foxy - Helpy - Trash and the Gang - Bucket Bob - No. 1 Crate - Mr. Can-Do - Nedd Bear - Happy Frog - Mr. Hippo - Pigpatch - Orville Elephant - Music Man - El Chip - Funtime Chica | - Old Man Consequences - Dee Dee³ - XOR (También conocido como "Shadow Dee Dee")¹ | - Golden Freddy (FNaF) - Withered Freddy (FNaF 2) - Withered Foxy (FNaF 2) - Paperpals (FNaF 2) - Phantom Chica (FNaF 3) - Freddles (FNaF 4) - Funtime Freddy (FNaF: SL) - Bidybabs (FNaF: SL) - Bon-Bon (FNaF: SL) - Hand-Unit (FNaF: SL) - Mr. Hugs (FFPS) - Candy Cadet (FFPS) - Egg Baby (FFPS) - Security Puppet (FFPS) - Adventure Endo-01 (FNaF World) - White Rabbit (FNaF World) - Tangle (FNaF World) - Bouncepot (FNaF World) |

- ¹XOR aparece el 100% de las partidas en las que se activan los 50 personajes principales a dificultad 20 (la máxima dificultad) con una extremadamente mínima posibilidad de aparecer en cualquier otra partida normal.
  - ½Por ende, estos personajes solo aparecen si XOR los activa.
- ²El chico del teléfono es un solo personaje, sin embargo durante una partida normal puede escucharse cualquier llamada de los tres juegos en los que aparece.
- ³Dee Dee no es un personaje seleccionable, pero puede aparecer en cualquier partida (excepto 50/20) anunciando la activación inesperada de cualquier personaje al azar. Cabe la mínima posibilidad de que, después de su canto, el mensaje "A NEW CHALLENGER HAS APPEARED!" (traducido como: "¡UN NUEVO RETADOR HA APARECIDO!", el cual es una referencia a FNAF World) no aparezca, dando a entender que no activó a ningún personaje.

## Desarrollo
En febrero de 2018, unos meses después del lanzamiento de Freddy Fazbear's Pizzeria Simulator, Scott Cawthon anunció mediante una publicación en los foros de la comunidad de Steam que pensaría en obtener ayuda de editoriales más grandes para hacer más entregas de la serie en el futuro. En una versión editada de la misma publicación, Cawthon agregó que estaría desarrollando una "noche personalizada definitiva" que, como se reveló en su página web, tendría alrededor de cincuenta personajes de todas las entregas atacando al jugador; esto debía ser lanzado el 29 de junio de 2018. No obstante, el 22 de junio, Cawthon realizó otra publicación en Steam, revelando que el juego estaba planeado para ser lanzado ese mismo día, pero debido a que le había prometido al YouTuber Lewis Dawkins (también conocido como "Dawko" en la plataforma) que no lo lanzaría hasta que él volviera de sus vacaciones, esperó hasta el 27 de junio de 2018, el día en que Dawkins regresó de sus vacaciones, para lanzar el juego.

### Lanzamiento
Ultimate Custom Night fue lanzado de manera gratuita el 27 de junio de 2018 por primera vez para Microsoft Windows a través de Steam y Game Jolt.

## Recepción
Ultimate Custom Night recibió críticas generalmente positivas tanto de la comunidad como de los críticos, con Rock, Paper, Shotgun considerándolo como "un desastre intrigante" mientras que PC Gamer lo calificó como "una versión ordenada y personalizable de la clásica fórmula del «survival horror»".